# Jacob Bjerselius
Jacob Nils Lennart Bjerselius, född 4 augusti 1998 i Vendelsö, Sverige, är en svensk professionell ishockeyspelare som spelar för Södertälje SK i Hockeyallsvenskan.

## Klubblagskarriär

### Vendelsö IK och Haninge Anchors
Jacob Bjerselius började spela ishockey för moderklubben Vendelsö IK för att sedan byta till Haninge Anchors. Väl i Haninge gick han hela vägen från U16-laget till J18-laget samt J20-laget, till debut i klubbens A-lag. Bjerselius spelade totalt 12 matcher och noterade för 3 assist för Haninges A-lag säsongen 2015/16 som då spelade i Hockeyettan.

### Örebro HK
Bjerselius flyttade inför säsongen 2016–2017 till Örebro för att spela för Örebro HK. Första säsongen i klubben slutade i succé för Bjerselius som gjorde totalt 40 poäng varav 14 mål på 34 matcher för Örebro:s J20-lag i J20 Superelit. Tack vare sina framgångar fick Bjerselius sedan chansen i A-laget och SHL. Han debuterade för klubben i en hemmamatch mot Leksands IF som slutade i en 4–3-seger, han gjorde då bara några enstaka byten. Bjerselius spelade totalt 12 matcher för Örebro i SHL säsongen 2016-18. Säsongen 2017/18 fick han endast representera Örebros J20 där han noterade för 38 poäng på 45 matcher.

#### Lån till IK Oskarshamn
Bjerselius lånades den 5 december 2017 ut till IK Oskarshamn i Hockeyallsvenskan inför en match mot Södertälje SK. Oskarshamn vann matchen efter att kvitterat tre gånger mot Södertälje, till slut kunde Oskarshamn avgöra matchen på straffar och slutnotera matchresultatet till en 5–4-seger. Bjerselius gjorde det så pass bra för Oskarshamn i matchen mot Södertälje så endast en vecka efteråt valde klubben att låna in honom ytterligare en gång, men denna gång för att spela fyra matcher. Bjerselius gjorde då totalt fem matcher för Oskarshamn och fick även göra sin debut i Hockeyallsvenskan i och med första matchen mot Södertälje.

### Västerviks IK
Bjerselius skrev den 25 april 2018 på ett ettårskontrakt Västerviks IK i Hockeyallsvenskan. Bjerselius gjorde sin debut för Västervik den 21 september 2018 i en 4–1-förlust mot Almtuna IS. Han gjorde sitt första mål och assist för klubben den 26 oktober 2018 när Västervik slog IK Pantern med 4–3 i Malmö isstadion och det var även denna match som Västervik inkasserade säsongens första trepoängare. Bjerselius var en av få spelare i Västervik som totalt spelade varenda omgång av Hockeyallsvenskan 2018/19, hela 52 st. Han hann under de 52 matcherna notera för ett mål och nio assist. Han spelade ytterligare fem matcher i slutspelet för Västervik där han noterade för ett mål och en assist. Västervik slutade på en sjätteplats i slutspelsserien och gick därmed inte vidare till playoff.
Den 22 februari 2019 valde Bjerselius att förlänga sitt kontrakt med Västervik med ytterligare ett år. Bjerselius spelade även denna säsong varenda match för Västervik som slutade på en åttondeplats i serien. Han noterade även för nio poäng varav två mål på dessa 52 matcher. Väl i slutspelat noterade han för ett mål på en match innan slutspelat tvingades lägga ner på grund av Covid-19 pandemin.

Bjerselius förlängde med Västervik ännu en gång den 20 februari 2020 vilket betydde att han gjorde sin tredje säsong i klubben. Den 6 mars 2020 delade Västerviks IK:s supportergrupp Rödblåa Fans ut det årliga priset till den spelaren som de tycker har varit bäst under säsongen och det priset gick till just Bjerselius. Motiveringen från Rödblåa fans var följande:
| ”              | Denna spelare har tagit enorma kliv i sitt spel, både offensivt och defensivt. Han visar hjärta för klubben och för oss fans på och utanför isen. Spelaren är den i laget som har varit genomgående bäst under säsongen. Han skapar inga stora rubriker, men jobbar mycket i det tysta som inte har gått osett förbi. Han är en av de viktigaste vi har i boxplay. Det var inget snack om saken vilken spelare som skulle få priset i år. | „ |
| – Rödblåa Fans | |   |

Bjerselius gjorde sitt första mål i Hockeyallsvenskan 2020/2021 den 25 oktober 2020 när han gjorde det avgörande 2–1-målet för Västervik som möte Tingsryds AIF. Målet kom när det endast var två minuter kvar av den tredje perioden och han säkrade därmed lagets första trepoängare för säsongen. Bjerselius gjorde ett mål och en assist när Västervik förlorade mot Väsby på hemmaplan den 27 januari 2021.
Den 29 april 2021 blev det officiellt att Bjerselius inte erbjöds något nytt kontrakt av Västervik. Han lämnade därmed smålandsklubben efter tre säsonger där han representerade klubben i 156 grundseriematcher och 16 slutspelsmatcher. Noterbart var att han inte missade än en match under sin tid i Västervik.

### IPK
Den 29 juli 2021 skrev Bjerselius på för IPK från Iisalmi i andraligan Mestis. Kontraktet gjorde honom bunden till klubben under säsongen 2022/23.

### Södertälje SK
Den 2 maj 2002 skrev Bjerselius på för Södertälje SK i Hockeyallsvenskan.

## Landslagskarriär

### U20-landslaget
Bjerselius blev den 17 oktober 2017 uttagen till Sveriges U20-landslag som skulle åka över till Finland för att spela tre landskamper mot Finland, Ryssland och Tjeckien mellan 21 och 27 augusti 2017. Bjerselius och laget förlorade de tre landskamperna mot Finland, Ryssland och Tjeckien med 6–1, 3–2 samt 4–2.

## Spelstil
Bjerselius styrkor ligger framförallt i den egna zonen, en defensivforward som med åren har blivit tryggare med pucken och gör det alltid enkelt för sina lagkamrater. Tack vare sitt defensivajobb fick han en givande roll i Västerviks boxplay av huvudtränaren Mattias Karlin under säsongerna i Västervik.

## Privatliv
Jacob Bjerselius är äldre bror till Oscar Bjerselius som spelar för Djurgårdens IF i SHL, samt även klubbens J20-lag.
Under våren 2020 dömdes Bjerselius för grovrattfylleri när han hade tänkt att köra hem till sin bostad i Västervik som låg två till tre kilometer bort efter att han konsumerat alkohol. Bjerselius hann dock inte köra längre än 20 meter innan han upptäckte en polisbil bakom sig och stannade sin bil. Bjerselius erkände brottet och fick en villkorlig dom samt 40 timmar samhällstjänst. Bjerselius var efter incidenten ångestfull och gick ut i media och bad om ursäkt till alla i och runtomkring Västerviks IK, alla sponsorer, publik och supportrar. Han ville även  mena på att han tänker lägga detta bakom sig och blicka framåt och fokusera på att spela ishockey.

## Statistik
| 2013–14                  | Haninge Anchors U16      | U16 Div.1                | 27  | 6  | 16 | 22 | —  | — | — | — |
|                          | Haninge Anchors J18      | J18 Div.1                | 19  | 3  | 7  | 10 | 6  | 0 | 0 | 0 |
| 2014–15                  | Haninge Anchors J18      | J18 Div.1                | 25  | 13 | 23 | 36 | 6  | 0 | 7 | 7 |
|                          | Haninge Anchors J20      | J20 Elit                 | 12  | 1  | 7  | 8  | 2  | 0 | 0 | 0 |
| 2015–16                  | Haninge Anchors J18      | J18 Elit                 | 34  | 14 | 26 | 40 | 6  | 4 | 4 | 8 |
|                          | Haninge Anchors          | Hockeyettan              | 12  | 0  | 3  | 3  | —  | — | — | — |
| 2016–17                  | Örebro HK J20            | J20 SuperElit            | 43  | 9  | 9  | 18 | 5  | 0 | 1 | 1 |
|                          | Örebro HK                | SHL                      | 12  | 0  | 0  | 0  | —  | — | — | — |
| 2017–18                  | Örebro HK J20            | J20 SuperElit            | 45  | 16 | 22 | 38 | 6  | 0 | 1 | 1 |
|                          | IK Oskarshamn (Lån)      | HockeyAllsvenskan        | 5   | 0  | 0  | 0  | —  | — | — | — |
| 2018–19                  | Västerviks IK            | HockeyAllsvenskan        | 52  | 1  | 9  | 10 | 5  | 1 | 1 | 2 |
| 2019–20                  | Västerviks IK            | HockeyAllsvenskan        | 52  | 2  | 7  | 9  | 1  | 1 | 0 | 1 |
| 2020–21                  | Västerviks IK            | HockeyAllsvenskan        | 52  | 5  | 8  | 13 | 10 | 2 | 1 | 3 |
| 2021–22                  | IPK                      | Mestis                   | 52  | 6  | 25 | 31 | 5  | 0 | 4 | 4 |
| 2022-23                  | Södertälje SK            | HockeyAllsvenskan        |     |    |    |    |    |   |   |   |
|                          |                          |                          |     |    |    |    |    |   |   |   |
| SHL totalt               | SHL totalt               | SHL totalt               | 12  | 0  | 0  | 0  | —  | — | — | — |
| HockeyAllsvenskan totalt | HockeyAllsvenskan totalt | HockeyAllsvenskan totalt | 161 | 8  | 24 | 31 | 16 | 4 | 2 | 6 |
| Hockeyettan totalt       | Hockeyettan totalt       | Hockeyettan totalt       | 12  | 0  | 3  | 3  | —  | — | — | — |
| J20 SuperElit totalt     | J20 SuperElit totalt     | J20 SuperElit totalt     | 88  | 25 | 31 | 56 | 11 | 0 | 2 | 2 |
| J20 Elit totalt          | J20 Elit totalt          | J20 Elit totalt          | 12  | 1  | 7  | 8  | 2  | 0 | 0 | 0 |
| J18 Elit totalt          | J18 Elit totalt          | J18 Elit totalt          | 34  | 14 | 26 | 40 | 6  | 4 | 4 | 8 |

### Internationellt
| År            | Lag           | Turnering        |   | Matcher | Mål | Assist | Poäng | Utv |
| ------------- | ------------- | ---------------- | - | ------- | --- | ------ | ----- | --- |
| 2017          | Sverige U20   | International-Jr | 3 | 0       | 0   | 0      | 0     |     |
| Junior totalt | Junior totalt | Junior totalt    | 3 | 0       | 0   | 0      | 0     |     |

## Meriter

### Klubblag

#### Örebro HK
- J20 SuperElit: Brons, 2017-18

### Utmärkelse
- Årets Spelare av Rödblåa Fans: 2019-20[16]